# Draadwier
Draadwieren of draadalgen  zijn algen die lichtgroene draden vormen. Taxonomisch gezien vormen ze geen aparte groep. Zo kunnen draadwieren behoren tot de geslachten Cladophora, Spirogyra en Vaucheria. Ook het echt darmwier (Ulva intestinalis) wordt tot de draadwieren gerekend.
In Nederland komen ze onder andere voor in de Oosterschelde.
Sommige draadwieren kunnen gegeten worden.

## Fotogalerij

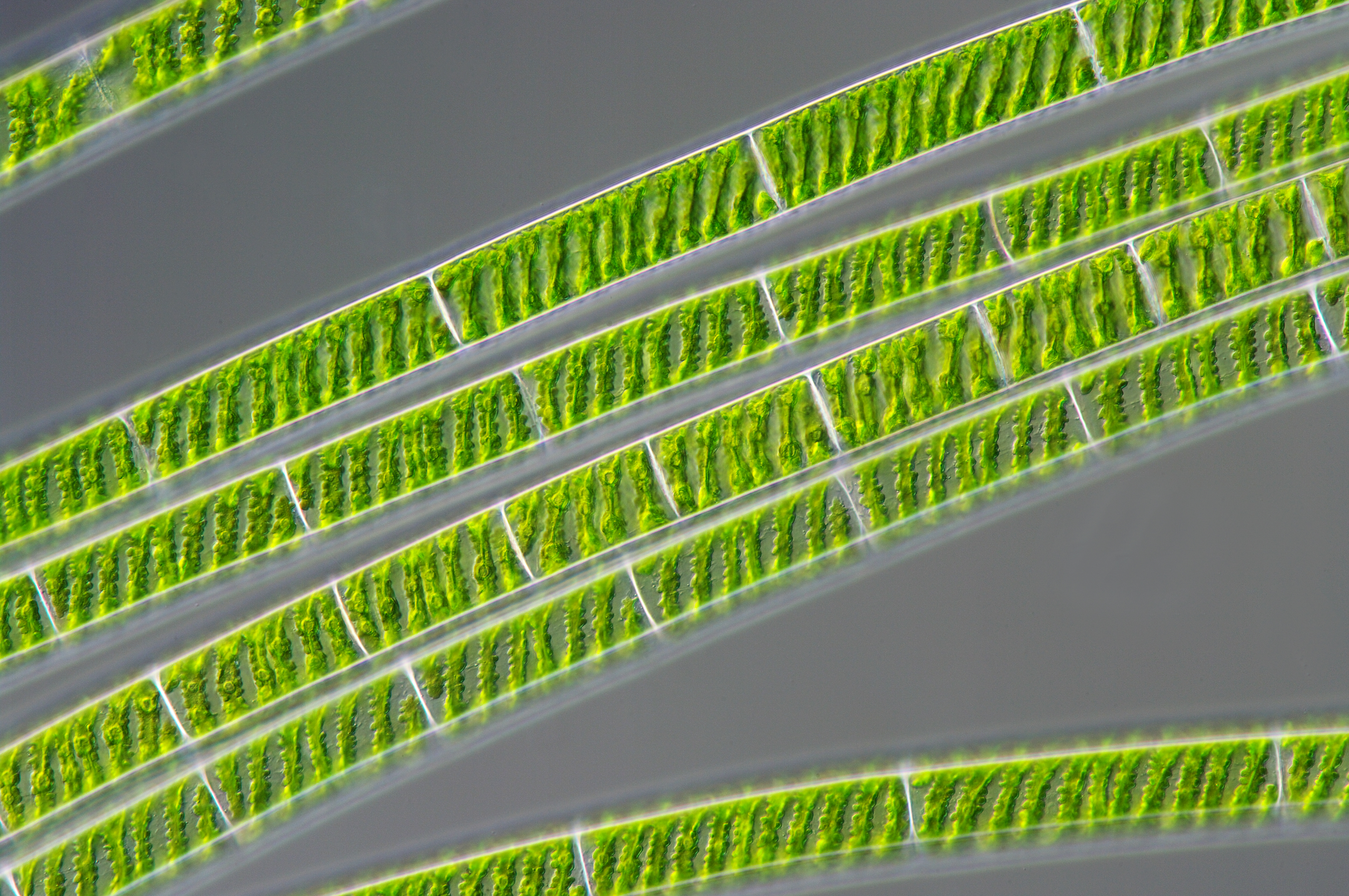
Spirogyra-soorten leven in zoet water
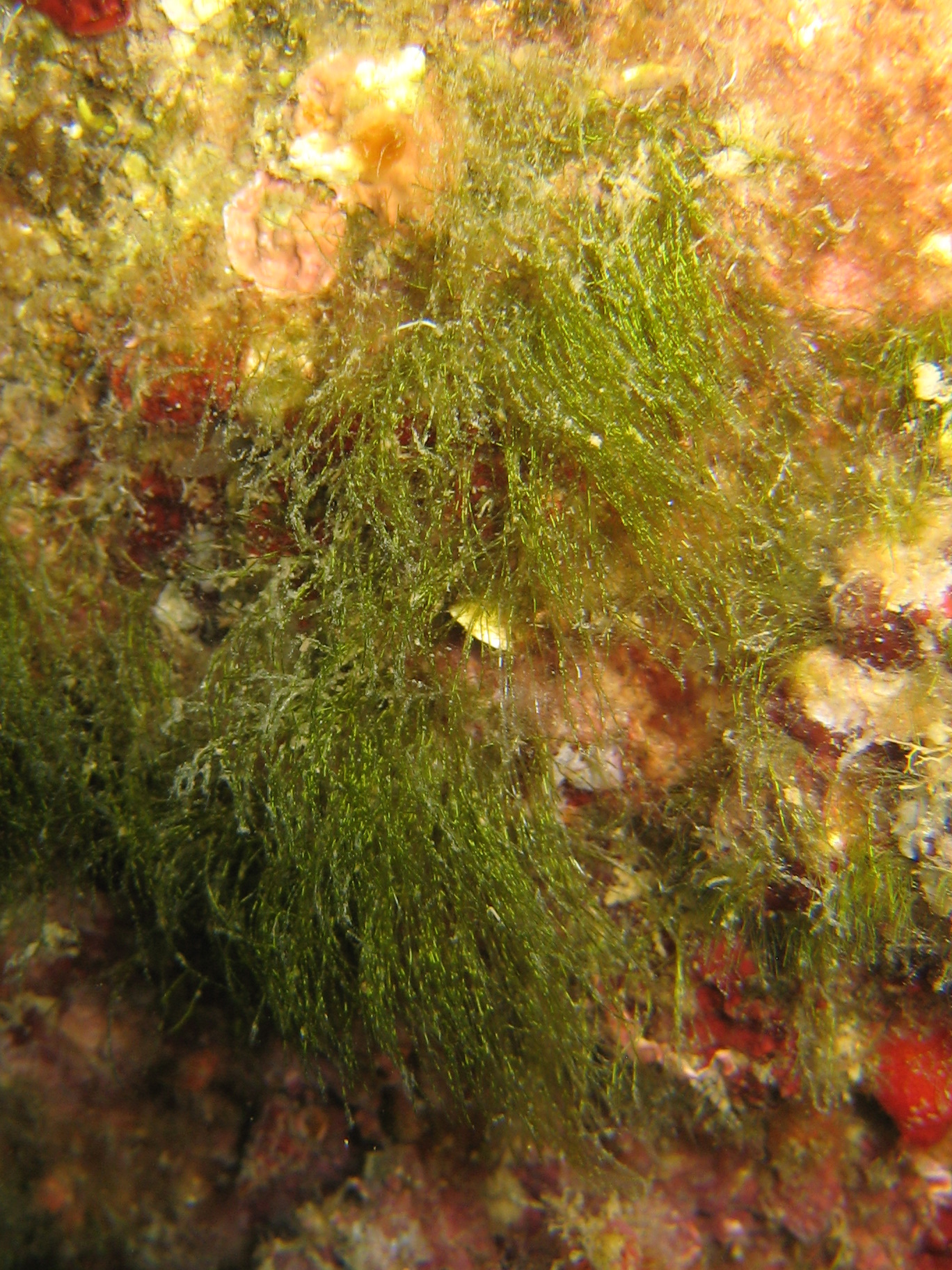
Ulva compressa
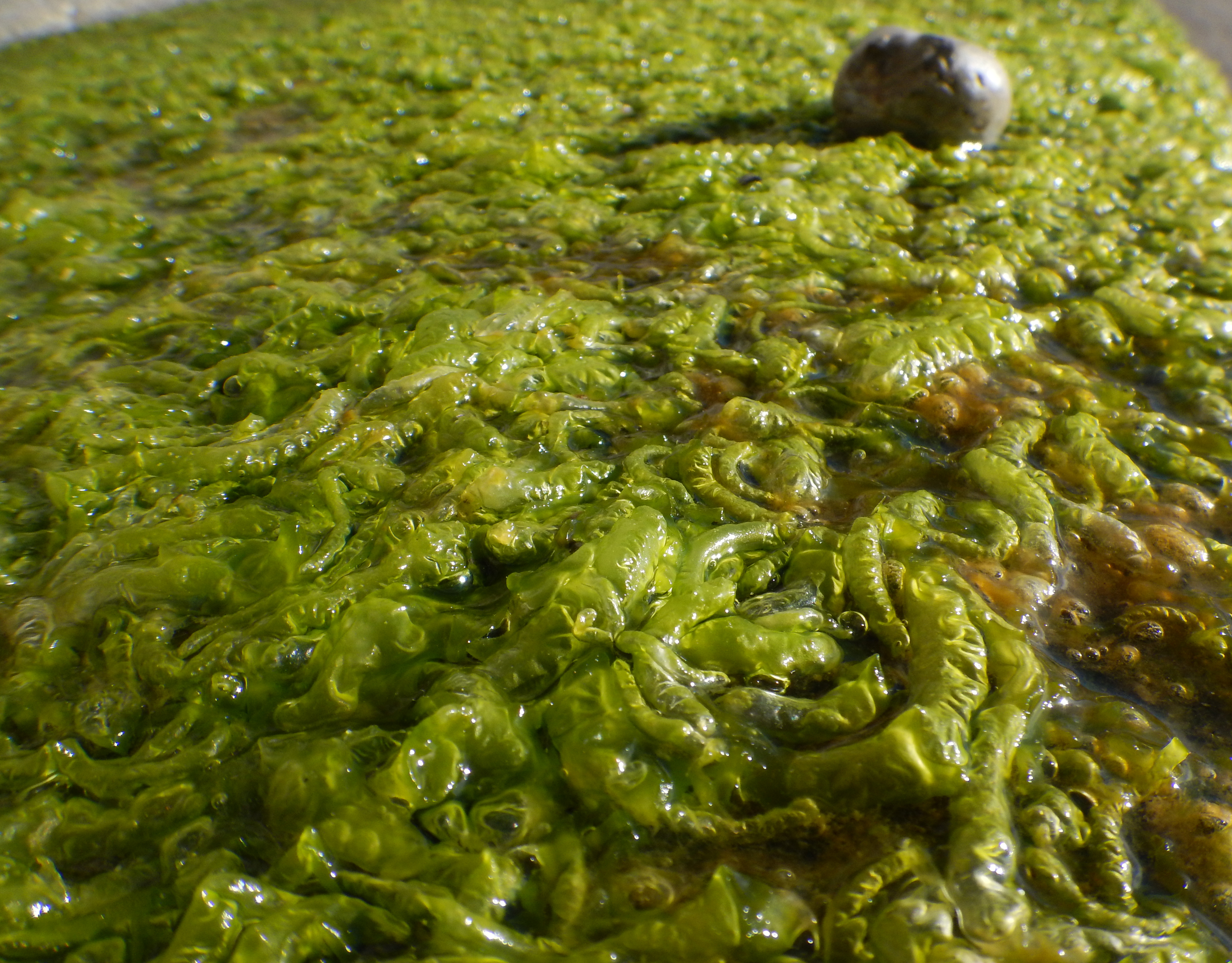
Ulva intestinalis (Enteromorpha intestinalis) in het brakke en eutrofe water van de rivier Wimereux in Frankrijk
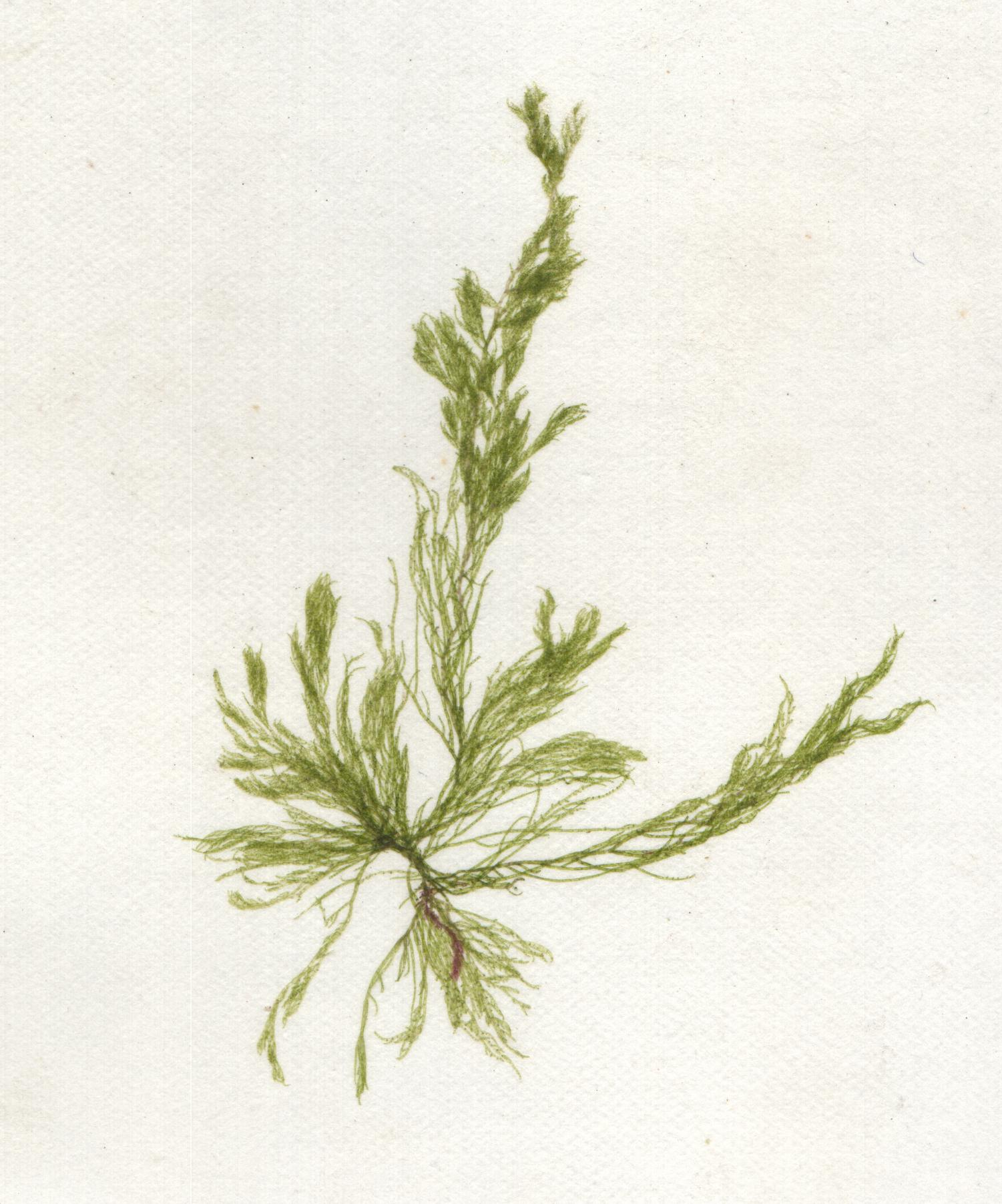
Cladophora-soort